# Teatrul Național din Târgu Mureș
Teatrul Național din Târgu Mureș (în maghiară Marosvásárhelyi Nemzeti Színház), ridicat la acest rang în 1978, este continuatorul Teatrului Secuiesc (în maghiară Székely Színház) din Târgu Mureș, înființat în 1946 de regizorul Miklós Tompa, tatăl lui Gábor Tompa, actualul director al Teatrului Maghiar de Stat din Cluj. Teatrul Național din Târgu Mureș are două secții, maghiară (Trupa Tompa Miklós) și română (Trupa Liviu Rebreanu), și funcționează într-o clădire integrată unui ansamblu arhitectonic modernist (inaugurat în 1973), fiind construit prin demolarea bisericii franciscane și a mai multor clădiri istorice din centru.

## Istorie
Primul teatru permanent din Târgu Mureș, Teatrul Secuiesc, și-a început activitatea pe data de 10 martie 1946 cu prezentarea operetei Țara surâsului (titlul original: Das Land des Lächelns, în maghiară: Mosoly országa) de Franz Lehár, având în distribuție actorii orădeni de renume György Lóránt și Irén Kovács, în acea perioadă teatrul funcționând în Palatul Culturii. Abia în 1962, după deschiderea și a unei secții în limba română, Teatrul Secuiesc a fost denumit Teatru de Stat, iar după alți 15 ani Teatru Național, subvenționat în prezent de Ministerul Culturii și Patrimoniului Național.